# Acmella
Acmella là một chi thực vật có hoa trong họ Cúc (Asteraceae).

## Loài
Chi Acmella gồm các loài: